# Jean-Jacques Burlamaqui

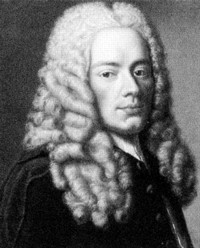
Jean-Jacques Burlamaqui.

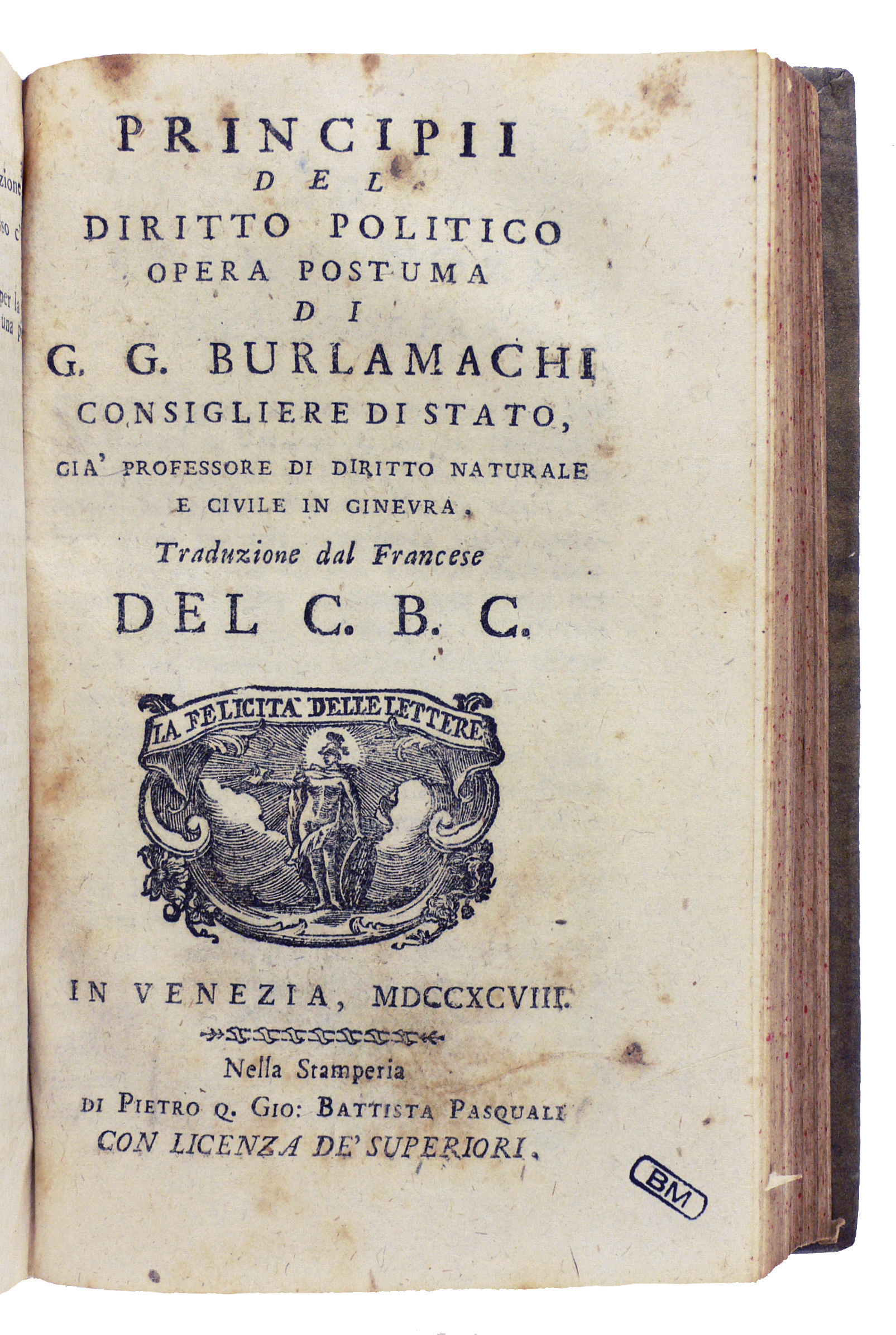
Principii del diritto politico, 1798 (Milano, Fondazione Mansutti).

Jean-Jacques Burlamaqui (Ginebra, 24 de junio de 1694 - 3 de abril de 1748), fue un jurista y escritor suizo.

## Biografía
Descendía de una familia originaria de Lucques refugiada en Ginebra por cuestiones religiosas, a la que pertenecía Francesco Burlamacchi. Estudió derecho en Ginebra y viajó a Francia, Holanda e Inglaterra. Volvió a Suiza en 1723 y enseñó derecho en la Universidad de Ginebra hasta 1740. Fue miembro en 1721 del Consejo de los doscientos de Ginebra hasta su muerte (1748).

## Obras
Es conocido sobre todo como estudioso del derecho natural o iusnaturalismo, sobre el cual publicó Principe du droit naturel (1717). Se le deben también Principes du droit politique (1751), Principes du droit naturel et politique (1763), volumen que reúne sus primeras obras y Principes du droit de la nature et des gens, suite du droit de la nature (1766). Todas fueron reeditadas en París (1820) por André-Marie-Jean-Jacques Dupin en 5 volúmenes en octavo, y por Toussaint-Ange Cotelle en un solo volumen en 1828. Su estilo es simple y claro y sus principios fundamentales pueden ser descritos como utilitarismo racional, y prolongan las ideas de Samuel von Pufendorf (1632-1694), primer teórico moderno del derecho natural.
- Datos: Q966930
- Multimedia: Jean-Jacques Burlamaqui / Q966930